# Branko Oblak
Pour les articles homonymes, voir Oblak.
Branko Oblak, surnommé Brane Oblak, né le 27 mai 1947 à Ljubljana, est un footballeur international yougoslave puis un entraîneur slovène. 
Il est considéré comme l'un des meilleurs milieux de terrain offensifs de l'histoire du football yougoslave et l'un des meilleurs joueurs slovènes de tous les temps.

## Biographie
Branko Oblak commence sa carrière professionnelle en 1966 au NK Olimpija Ljubljana. Après avoir joué six matchs avec les espoirs yougoslaves depuis 1968, il fait le 6 mai 1970 ses débuts en sélection yougoslave. Après huit saisons dans le club slovène, il rejoint en 1973 le Hajduk Split où il est titulaire ; il y connaît un grand succès : le club remporte le championnat de Yougoslavie en 1974 et 1975, ainsi que la Coupe nationale en 1974ef>,. 
Il fait partie de la sélection yougoslave lors de la Coupe du monde 1974 en Allemagne. Il joue les cinq premiers matchs : le premier tour, au cours duquel la Yougoslavie devance le Brésil et inflige un sévère 9-0 au Zaïre, puis le second, qui voit les Plavi s'incliner face à la RFA et la Pologne. Il est également sélectionné pour la Coupe de l'Indépendance du Brésil en 1972, dont les Yougoslaves ramènent la 3e place, et l'Euro 1976, où la Yougoslavie s'incline en demi-finale, à domicile, face aux Allemands, champions du monde et d'Europe en titre. Il honore sa dernière sélection le 8 mai 1977, lors des éliminatoires pour la Coupe du monde 1978.
En 1975, alors qu'il atteint la limite d'âge de 28 ans, il quitte la Yougoslavie pour le championnat d'Allemagne, où il porte les maillots du Schalke 04 puis du Bayern Munich, pendant respectivement deux et trois saisons. Il retourne alors en Yougoslavie, au HNK Šibenik, en championnat régional de Croatie, puis termine sa carrière au SV Spittal, avec lequel il monte de la 2e à la 1re division autrichienne. Quand il y arrête sa carrière en mars 1985, il compte près de 650 matchs professionnels, dont plus de 300 en première division de différents championnats européens.
À l'issue de sa carrière de joueur, il devient directeur technique puis entraîneur, de l'Olimpija Ljubljana puis des espoirs slovènes. Il a enfin entraîné la sélection nationale slovène entre 2004 et 2006, avant d'être remplacé par Matjaž Kek,.

## Équipe nationale
- 46 sélections et 6 buts en équipe de Yougoslavie entre 1970 et 1977
- Participation à la coupe du monde 1974 (deuxième tour) et à l'Euro 76 (demi-finaliste).